# Свети Георги (Алания)
„Свети Георги“ (на гръцки: Ἱερός Ναός Ἁγίου Γεωργίου, на турски: Hıdrellez Kilisesi, на руски: Храм Святого Великомученика Георгия Победоносца) е православна църква в град Алания, Турция, част от Писидийската епархия на Вселенската патриаршия. Заедно с църквите „Свети Павел и Свети Алипий“ в Анталия и „Света Богородица Писидийска“ в Алания е един от трите действащи храма на епархията.

## Местоположение
Храмът е разположен на десет километра северозападно от центъра на Алания, в планинския квартал на града Тепе Махалеси, в почти изчезналото село Хаджи Мехметли (Хъдър Иляс). В близост до църквата е разположен смятан за лековит извор. Църквата се намира на склон, гледащ към Средиземно море.

## Архитектура
Църквата има правоъгълен план с каменен покрив, каменни стени и малка апсида. Таванните декорации, стенописите по стените са унищожени. Ктиторският надпис е на караманлийски - турски с гръцка азбука и е изложен в музея на Алания.

## История
Според легендата, именно тук Свети Георги Победоносец победил дракона. Построена е в 1873 година. Във вътрешността е запазена дървена арка и перфектно запазен дървен клирос. Над входа на храма има мраморна плоча с датата на построяване на църквата във вида, в който е и сега. Светият олтар е издигнат над пода на църквата. Запустява след 1922 година, когато църковните служби прекратяват поради политическите събития в страната.
След възстановяването на храма от кметството на Алания в 2015 година, църквата се използва за културни събития и услуги за християни. Първата служба след възстановяването на храма се провежда в юли 2009 година, когато писидийският митрополит Сотирий отслужва панихида.